# Riksväg 66
De Zweedse rijksweg 66 is gelegen in de provincies Västmanlands län en Dalarnas län en is circa 340 kilometer lang.

## Plaatsen langs de weg
- Västerås
- Surahammar
- Ramnäs
- Virsbo
- Fagersta
- Vad
- Söderbärke
- Smedjebacken
- Västra Lernbo
- Ludvika
- Sörvik
- Sunnansjö
- Grangärde
- Nyhammar
- Björbo
- Nås
- Järna
- Vansbro
- Äppelbo
- Yttermalung
- Malung
- Malungsfors
- Limedsforsen
- Lima
- Transtrand
- Sälen

## Knooppunten
- E18/Riksväg 56 bij Västerås (begin)
- Länsväg 252 bij Surahammar / Ramnäs
- Länsväg 233 bij Ramnäs
- Riksväg 68: start gezamenlijk tracé, en Riksväg 69 bij Fagersta
- Riksväg 68: einde gezamenlijk tracé, en Länsväg 250
- Riksväg 50 bij Ludvika
- Länsväg 245 bij Grangärde
- E16: start gezamenlijk tracé, bij Björbo
- Riksväg 26 bij Vansbro
- E16: einde gezamenlijk tracé, en E45, bij Malung
- Länsväg 311 bij Sälen
- Riksvei 25 in Noorwegen (einde)

Europese wegen:
E4 · E6 · E10 · E12 · E14 · E16 · E18 · E20 · E22 · E45 · E65
Riksvägar:
9 · 11 · 13 · 15 · 17 · 19 · 21 · 23 · 24 · 25 · 26 · 27 · 28 · 29 · 30 · 31 · 32 · 34 · 35 · 37 · 40 · 41 · 42 · 44 · 46 · 47 · 49 · 50 · 51 · 52 · 53 · 55 · 56 · 57 · 61 · 62 · 63 · 66 · 68 · 69 · 70 · 72 · 73 · 75 · 76 · 77 · 83 · 84 · 86 · 87 · 90 · 92 · 94 · 95 · 97 · 98 · 99